# Woman's Journal (periódico)
Woman's Journal fue un periódico estadounidense sobre los derechos de las mujeres publicado desde 1870-1931. Fue fundado en 1870 en Boston, Massachusetts, por Lucy Stone y su esposo Henry Browne Blackwell como un periódico semanal. En 1917, fue comprada por la Comisión Leslie Woman Suffrage de Carrie Chapman Catt y se fusionó con The Woman Voter y National Suffrage News para convertirse en The Woman Citizen. Sirvió como el órgano oficial de la Asociación Nacional de Sufragio Femenino de América hasta 1920, cuando la organización se reformó como la Liga de Mujeres Votantes, y la Decimonovena Enmienda a la Constitución de los Estados Unidos se aprobó otorgando a las mujeres el derecho al voto. La publicación de Woman Citizen se desaceleró de semanal, a quincenal, a mensual. En 1927, pasó a llamarse The Woman's Journal. Cesó su publicación en junio de 1931.

## Historia

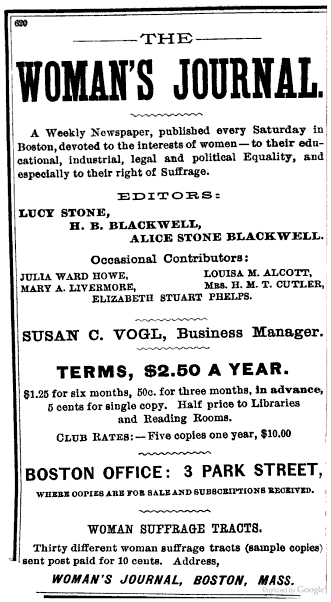
Anuncio de 1887

Woman's Journal fue fundado en 1870 en Boston, Massachusetts, por Lucy Stone y su esposo Henry Browne Blackwell como periódico semanal. El nuevo documento incorporó The Agitator de Mary A. Livermore, así como un periódico menos conocido llamado Woman's Advocate.
El primer número fue publicado el 8 de enero, en el segundo aniversario del primer número de The Revolution, de Susan B. Anthony. Stone y Blackwell se desempeñaron como editores, con la asistencia de Livermore. Julia Ward Howe editada desde 1872-1879. La hija de Stone y Blackwell, Alice Stone Blackwell, comenzó a editar en 1883, y asumió el cargo de editora única después de la muerte de su padre en 1909, continuando hasta 1917. Los colaboradores incluyeron Antoinette Blackwell, Mary Johnston, Stephen S. Wise, Zona Gale, Florence Kelley, Witter Bynner, Ben B. Lindsey, Louisa May Alcott y Caroline Bartlett Crane. William Lloyd Garrison fue un colaborador frecuente. Alrededor de 1887, la sede se encuentra en Boston en Park Street.
Woman's Journal se negó a llevar anuncios de tabaco, licor o drogas.
En 1910, Woman's Journal absorbió Progress, el órgano oficial de la Asociación Nacional de Mujeres Sufragistas de Estados Unidos (NAWSA). Hasta 1912, se desempeñó en esa capacidad, en cuyo punto fue renombrado como el Woman's Journal and Suffrage News. Hacia 1915, la circulación había alcanzado 27,634, desde 2,328 en 1909.

### The Woman Citizen

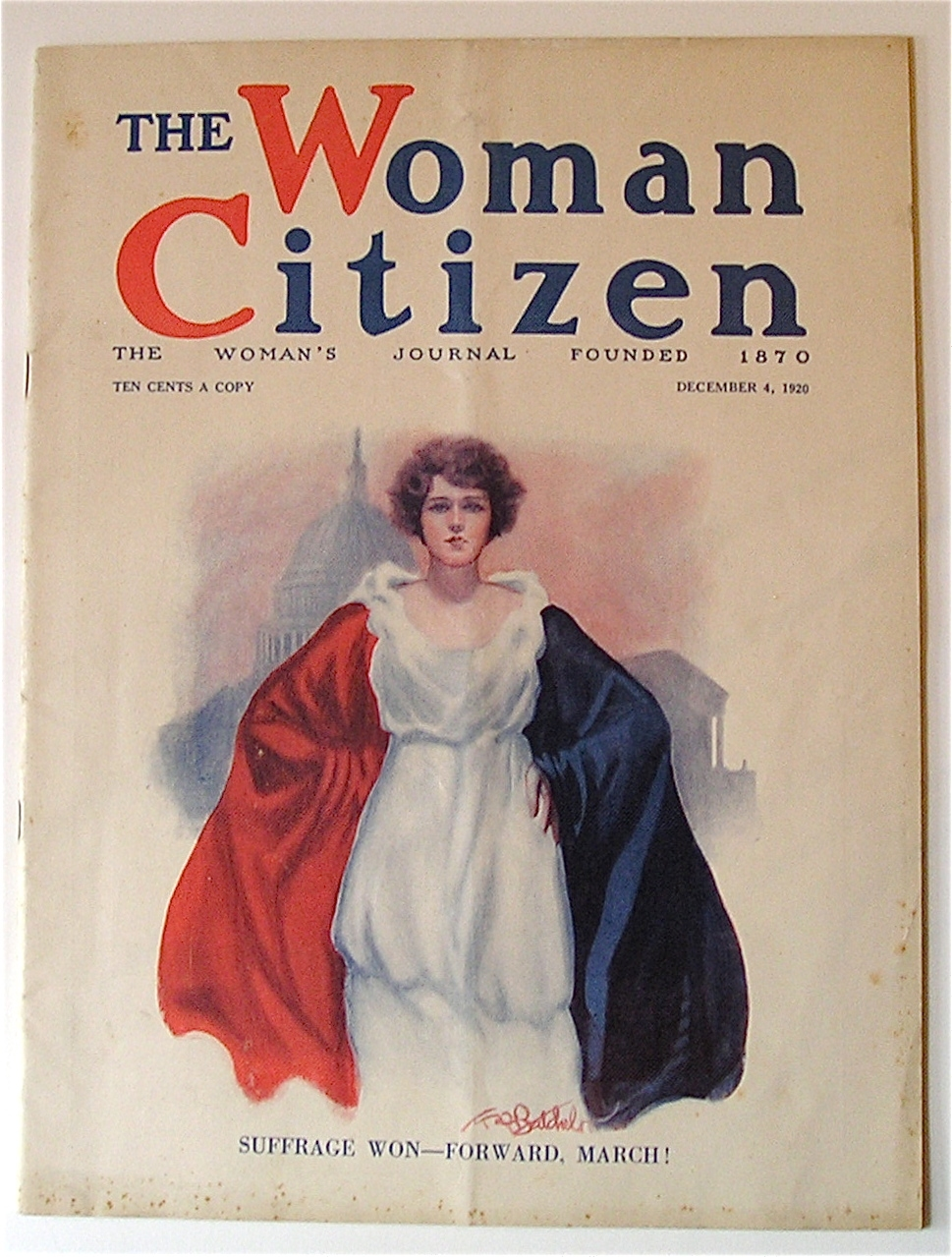
The Woman Citizen, 4 de diciembre de 1920

En 1917, Woman's Journal fue comprada por La Comisión de sufragio Leslie Woman de Carrie Chapman Catt por $50,000, y se fusionó con The Woman Voter, el diario oficial de Partido de Sufragio de la Mujer de la ciudad de Nueva York, y Noticias nacionales del sufragio de NAWSA para ser conocido como The Woman Citizen. Sirvió como órgano oficial de NAWSA hasta 1920, cuando NAWSA se reformó como la Liga de Mujeres Votantes, y la Decimonovena Enmienda a la Constitución de los Estados Unidos se aprobó otorgando a las mujeres el derecho al voto.<ref>Library of Congress. American Memory: Votes for Women. One Hundred Years toward Suffrage: An Overview, compiled by E. Susan Barber with additions by Barbara Orbach Natanson. Consultado el 19 de mayo de 2010.
La editora en jefe de The Woman Citizen era  Rose Emmet Young; Alice Stone Blackwell fue una editora colaboradora. Cada miembro del Congreso de EE. UU. recibió una suscripción gratuita a la revista. Cubría cuestiones como el trabajo infantil además del sufragio femenino. Después de que las mujeres obtuvieron el derecho al voto, el enfoque de la revista cambió a educación política para mujeres. Uno de los objetivos de la Liga de Mujeres Votantes era demostrar su continuo poder político, ahora en la forma de un gran número de votantes recién emancipados, y suavizar su imagen a los ojos de las mujeres que desconfiaban de la política radical. Con ese fin, la revista cortejó a las lectoras de clase media. Se editorializó en apoyo de la Ley de Maternidad e Infancia de 1921, que fue la primera legislación importante que se aprobó después de la plena concesión de las mujeres. Se instó a los lectores a apoyar la Ley escribiendo a sus representantes y hablando con sus vecinos al respecto; un artículo incluía instrucciones paso a paso para conocer los nombres y direcciones de sus legisladores.
La publicación de Woman Citizen se desaceleró de semanal, a quincenal, a mensual. En 1927, pasó a llamarse The Woman's Journal. Cesó su publicación en junio de 1931.